# أكاتي
أكاتي (بالإيطالية: Acate)‏ هي بلدية في مقاطعة راغوزا في صقلية الإيطالية.

## السكان
في سنة 1861 بلغ عدد السكان 2٬543 نسمة، وتطور العدد ليصل في سنة 2011 لـ 9٬574 نسمة.
يظهر هذا المخطط البياني تطور النمو السكاني لـ أكاتي

## أعلام
- لوتز لونغ